# Интарзия
Интарзията (от intarsio - изрязване) е вид приложно изкуство, вид инкрустация, при което върху дадена повърхност (на под, стена, някакъв предмет), представляваща основата на изделието, се поставят парченца от друг или от същия, но различно обработен материал (дърво, мрамор, слонова кост, седеф - въобще с различно оцветяване) в предварително подготвени за тази цел вдлъбнатини, изрязани в нея, така че цялото произведение да добие вид сходен с изготвени за ориентация скица или печат.
Интарзията е популярен метод за създаване на изкуство с помощта на дърво и успешно се използва за украсяване на мебели, при което те са сякаш покрити с изящна мозайка от дървени парченца или фурнир, залепени върху дървена плоскост, полирана и лакирана. Интарзията се включва и като елемент на украса в цялостни архитектурни решения.

## История
Това изкуство е практикувано в Древен Египет, като инкрустации на дърво, полускъпоценни камъни и слонова кост. Находки в Египет показват, че техниката на интарзията е позната там още през II хил.пр.н.е. По времето на Новото царство (1600 – 1100 г. пр.н.е.) мебели и саркофази са били украсявани с геометрични фигури от абаносово дърво и слонова кост.
Инкрустацията е наричана от римляните incrustatio или loricatio. Плиний Стари описва този вид декорация в книгата „Naturalis Historia“ ("Естествена история"). Конкретно интарзията, наричана от тях intarsio използват в Древен Рим преди всичко за декорация на подове и стени (opus sectile). 
В Източна Азия техниката на интарзията също е била позната. В Япония вложките от кехлибар, седеф и слонова кост са типични за декоративно-приложното изкуство на VIII век. 
В Европа през Средните векове също могат да се намерят данни за използване на интарзията. Тогава Венеция и Византия са основните центрове на това изкуство. През Ренесанса в Италия (XV – XVI в.) то намира голямо приложение и достигайки високо художествено ниво се възражда във Флоренция – сърцето на Италианския ренесанс, където през средата на XV столетие има около 80 работилници, които са произвеждали прекрасни интарзии от дърво и мрамор.
През XV век интарзията разширява своя обхват и приложение. Разпространява се от Италия през Швейцария и Тирол в Германия, Франция и Холандия. В Германия интарзията се прилага за украса на мебели едва в началото на XVI век, предимно в манастирските комплекси. В своите произведения немските майстори използват изпитани изобразителни и орнаментални мотиви. През 17 век интарзията става изключително модна във Франция и Холандия (където майсторите ѝ разполагат с голям брой екзотични дървесни видове и изработват много шедьоври).
В началото на ХХ столетие се забелязва стремеж към нови стилови търсения, създават се нови мебели и ново вътрешно обзавеждане, а интарзията постепенно става модерна и се ползва и през XXI век.